# Lost Planet 3
Lost Planet 3 — компьютерная игра, приквел к Lost Planet: Extreme Condition и Lost Planet 2, действие которой происходит на планете E.D.N. III. Сюжет в игре больше схож с событиями первой части. В отличие от первых двух частей, которые делала Capcom, эту часть сделала Spark Unlimited, хотя главным сценаристом и директором проекта остается Кэндзи Огуро.

## Сюжет
Действие игры происходит задолго до событий первой части, когда планета E.D.N. III была ещё скована льдами. Все начинается с прибытия первых колонистов на планету E.D.N. III, которых отправила Neo-Venus (NEVEC), строительная компания. Позже NEVEC стала преследовать иные цели. Главный герой приквела — Джим, колонист, который работает на NEVEC и помогает шахте на планете добывать минералы, в которых заключена энергия (жизненно необходимая на Земле), и отправлять её на Землю. На Земле живёт семья Джима. В игре нет военизированных мехов БМ, как в предыдущих частях серии (потому что тогда на планете их ещё не было), вместо них мехи-Риги (человекоподобные буровые установки), предшественники военизированных мехов. В отличие от военных мехов, у инженерных мехов нет оружия, они оборудованы клешней, буром и сварочным аппаратом.
В первой части компания NEVEC установила диктаторский режим на планете E.D.N. III, уничтожила большую часть Акридов. Ей осталось лишь подчинить или истребить Снежных пиратов, которые восстали против их диктатуры. В Lost Planet 3 компания NEVEC ещё не стала антагонистом: она помогает создать на планете условия, пригодные для жизни людей, строя тепловые электро-генераторы, чтобы бороться с ужасными погодными условиями и добывать энергию. Во время прохождения игры Джим будет раскрывать секреты компании NEVEC.

## Геймплей
Игра представляет собой шутер с элементами RPG, в частности, присутствуют основные и второстепенные задания, возможность модернизации скафандра, оружия и меха (инженерной машины). Для улучшений требуются запчасти и расходные материалы, которые нужно будет искать или приобретать.

## Оценки критиков
| Сводный рейтинг       | Сводный рейтинг                           |
| Агрегатор             | Оценка                                    |
| --------------------- | ----------------------------------------- |
| GameRankings          | (PC) 64,88 % (PS3) 59,95 % (X360) 58,93 % |
| Metacritic            | (PC) 61/100 (PS3) 61/100 (X360) 58/100    |
| Иноязычные издания    |                                           |
| Издание               | Оценка                                    |
| Eurogamer             | 4/10                                      |
| Game Informer         | 6/10                                      |
| GameSpot              | 5/10                                      |
| GamesRadar+           | [ 11 ]                                    |
| GameTrailers          | 7,7/10                                    |
| Joystiq               | [ 13 ]                                    |
| Polygon               | 7/10                                      |
| Русскоязычные издания |                                           |
| Издание               | Оценка                                    |
| Absolute Games        | 55 %                                      |

Lost Planet 3 получила смешанные оценки критиков. Версия для Microsoft Windows получила 61 балл из 100 на Metacritic и 64,88% на GameRankings, версия для PlayStation 3 — соответственно 61 балл и 59,95 %, а версия для Xbox 360 — 58 баллов и 58,93 %.
Летом 2018 года, благодаря уязвимости в защите Steam Web API, стало известно, что точное количество пользователей сервиса Steam, которые играли в игру хотя бы один раз, составляет 279 675 человек.